# Versuch einer Darstellung der Geographischen Verbreitungs- and Vertheilungs-Verhältnisse der Natürlichen Familie der Alsineen
Versuch einer Darstellung der Geographischen Verbreitungs- and Vertheilungs-Verhältnisse der Natürlichen Familie der Alsineen (abreviado Vers. Darstell. Alsin.) es un libro con ilustraciones y descripciones botánicas que fue escrito por el botánico austríaco Eduard Fenzl y publicado en Viena en el año 1833.